# Jaume Miralles i Toda
Jaume Miralles i Toda (Les Borges del Camp, 6 d'agost del 1916 – Barcelona, 26 de febrer del 2004) va ser trompetista i compositor, especialment de música de ball. A més del mateix nom, també signà les composicions com a J.Toda.

## Biografia
La seva família es va desplaçar a Barcelona el 1929. Fill de pare músic i barber, estudià a l'Escola Municipal de Música amb el mestre Amadeu Mestres i aviat destacà com a instrumentista de trompeta. Començà la seva carrera professional actuant amb l'Orquestra “Solistas Reunidos” de Manresa. Posteriorment tocà amb l'Orquesta Luís Duque, amb l'Orquesta de Ramon Evaristo, amb l'Orquesta Augusto Algueró, amb la cobla Els Verds de Mataró (1950-1953) i, del 1953, al llarg de tots els anys 50 i fins a la jubilació, en la seva Internacional Orquesta Atracción, o Orquesta Jaime Miralles.
Miralles va destacar, a més de com a trompetista vocacional, com a compositor de ballables, amb més de cinc-centes composicions (moltes publicades per ell mateix) entre les que sobresurten temes de lluïment del seu instrument, com “Dulce trompeta”, “Estudio de trompeta”, “Concierto de trompeta” i “Trompeteria”. També fou autor d'una dotzena de sardanes.

## Obres

### Música de ball
(selecció)
- A Rodríguez de la Fuente, sevillanas (1981), per a veu i piano
- A tus zapatos, cha-cha-chá (1966), coescrita amb Luis Duque
- Admirando a James, fox-trot (1960), per a orquestrina
- Baila pamplonica, vals-jota (1964), coescrita amb Ramon Vilà
- Bailar merengue (1964), per a exhibició de saxòfon, coescrita amb Joan Boldú i Ullés
- Las Canarias, pasodoble (1965), coescrita amb Josep Aulés i Sabartés
- Cervantes, rock bolero (1967), coescrita amb Vicenç Sabater
- Con delicadeza, fox con solos de trompeta y saxo tenor (1960)
- Dulce trompeta (1957?), per a orquestra
- En órbita, rock and roll (1967), coescrita amb Joan Andreu
- Éso que fuman los moros, rumba coescrita amb José Valero Latorre, i enregistrada per El Pollito de California en un CD (Madrid: Emi-Odeón, 2000)
- Estudio de trompeta, fox trot (1946)
- Fiesta moruna, guaracha (1964), coescrita amb C.Sagrera (Joan Pons)
- Los locos del twist, fox (1965), coescrita amb A.Delmar (Pere Milà)
- Melodía de trompeta, fox (1968)
- Quando de trompeta (1965)
- Quiéreme muchacha, twist (1964), coescrita amb Pere Milà
- Recordando a Tommy, moderato swing especial para trombón solista o trompeta (1960)
- Rey moro, bolero (1965), coescrita amb Lluís Duque
- Romántico twist, fox con solo de trompeta (1983)
- Solo con mi trompeta, slow-rock (1965)
- Terciopelo flamenco (1957?), per a orquestra
- Tierra de sol (1957?), per a orquestra
- Trompeta amoroso, slow (1959), per a orquestrina
- Trompeta bolero (1964), per a orquestrina
- Trompeta cantabile (1957?), per a orquestra
- Trompeta chá (1962), per a orquestrina
- Trompeta de amor, fox (1961), per a orquestrina
- Trompeta de juguete, fox (1967)
- El trompeta enamorado (1957?), per a orquestra
- Trompeta español, mambo cha (1961), per a orquestrina
- Trompeta juguetón, fox swing (1959), per a orquestrina
- Trompeta plateada, fox (1962), per a orquestrina
- Trompeta twist (1962), per a orquestrina
- Trompetería, fox (1951), per a orquestrina
- Trompetería en rock (1961), per a orquestrina
- ¡Vaya trompeta! (1962), pasdoble
- Venezuela, calypso-rock (1965), coescrita amb Josep Antoni Cardona i Turullols
- Viva el rock, enregistrat en CD per la Sociedade Filarmónica Luzitana (Lisboa: Clave de Soft, 2006, ref. 590.SOC.22596)

- Ballables amb el pseudònim J.Toda: Arenal mambo, guaracha mambo (1963), Bonita, bonita, bonita, cha-cha-chá (1966), Calatayud, pasodoble (1965), Chiquilla coqueta, fox twist, Cid Campeador, fox-twist (1966), Como el cristal (1975), Dónde está?, cha-cha-chá (1964), Luminoso, guapachá (1974), Madrugando, fox (1962), Mandingando, fox (1962), Melodía expresiva, fox (1963), Las noches de París, fox (1965), Quiéreme cariño, bolero chá (1969), Rosa-Mary, cumbia (1967), Sinaí (1974), Tiburón, rock and roll (1976), Tijuana trumpet (1968), Tristeza, balada rock (1975), Trumpet madison (1962), Tu mi cariñito, fox (1964), Vuelve ya, samba bossanova (1963)
- Ballables coescrits amb Carlos de Ros: Carmencita, cha-cha-chá (1965), Cumbia núm. 3 (1966), Lisboa de mi amor, slow-rock (1966)
- Ballables coescrits amb Fernando Mayer de Acevedo: Baile la yenka (1965), Mambo por soleares (1964), Mejor no hay, bossa-nova (1964), Taconeando, mambo gitano (1966), Trompeta sentimental (1967)

### Nadales en català
Nadales en català, publicades el 1981: Els aucells reposen, Clavell florit, Don Pipiripiu, Giponet de gas

### Sardanes
- Aplec a l'ermita (1976), amb lletra d'Agustí Pàmies i Freixas, enregistrada per la cobla Els Montgrins al CD Sardanes a Les Borges del Camp, Botarell i Cornudella de Montsant (Barcelona: Alternativa, 1995, ref. A CD 075)
- L'avi Trics (1949)
- Balcó tarragoní (1953), obligada de fiscorn
- De la Punta al Portal (1995), amb lletra d'Agustí Pàmies
- La font de les Escales (1970), amb lletra d'Agustí Pàmies, enregistrada per La Principal de la Bisbal al LP Sardanes d'aplec 1 (Barcelona: Discophon, 1975, ref. STER 55)
- Jugant al replà (1976), amb lletra d'Agustí Pàmies, enregistrada al CD Sardanes a Les Borges del Camp...
- Mare de Déu de la Riera (1997), la darrera
- La nostra amistat (1960), enregistrada per La Principal de la Bisbal al LP Sardanes 19 (Barcelona: Discophon, 1976, ref. STER 57)
- Pa i Vi (1978)
- El Pont de l'Oriol (1995), amb lletra d'Agustí Pàmies
- Reus, plaça Prim (1978), enregistrada per La Principal de la Bisbal al LP Sardanes (Barcelona: Discophon, 1981, ref. STER 141)
- Ricard i Elisa (1950), obligada de trompeta i dedicada als seu fills, enregistrada al CD Sardanes a Les Borges del Camp...
- El sardanista Daroca (1978)

## Gravacions
- Estudio de trompeta, gravat per l'Orquestra Bizarros dirigida per Augusto Algueró; Jaume Miralles, trompeta solista. Disc "de pedra" Barcelona: Gramófono Odeón, 1946 (ref. 204124 Odeón)
- Jaime Miralles, su trompeta y su orquesta. Disc  de 17 cm Barcelona: Orpheo, 1957? (ref. OPT-13 Orpheo)
- Jaime Miralles y su orquesta. Disc de 17 cm. Barcelona: J.Alier, 1966 (ref. 115 Mayang)